# Division 2 1966-1967
La Division 2 1966-1967 è stata la ventottesima edizione della Division 2, la seconda serie del campionato francese di calcio. Composta da 18 squadre è stata vinta dall'Ajaccio.
IL capocannoniere è stato Étienne Sansonetti del Bastia con 23 gol.

## Classifica finale
|    | Classifica                | G  | V  | N  | P  | GF | GS | DR  | Pti |
| -- | ------------------------- | -- | -- | -- | -- | -- | -- | --- | --- |
| 1  | AC Ajaccio (P)            | 34 | 18 | 10 | 6  | 52 | 26 | +26 | 46  |
| 2  | FC Metz                   | 34 | 17 | 10 | 7  | 46 | 26 | +20 | 44  |
| 3  | SC Bastia                 | 34 | 19 | 6  | 9  | 48 | 34 | +14 | 44  |
| 4  | AS Aix                    | 34 | 15 | 13 | 6  | 59 | 24 | +35 | 43  |
| 5  | AS Béziers                | 34 | 16 | 9  | 9  | 46 | 46 | 0   | 41  |
| 6  | Olympique avignonnais     | 34 | 14 | 9  | 11 | 51 | 37 | +14 | 37  |
| 7  | SC Toulon                 | 34 | 15 | 7  | 12 | 45 | 44 | +1  | 37  |
| 8  | SC Angoulême              | 34 | 15 | 6  | 13 | 48 | 35 | +13 | 36  |
| 9  | AS Cherbourg              | 34 | 12 | 11 | 11 | 47 | 52 | -5  | 35  |
| 10 | FC Grenoble               | 34 | 11 | 11 | 12 | 44 | 38 | +6  | 33  |
| 11 | Limoges FC                | 34 | 10 | 12 | 12 | 48 | 50 | -2  | 32  |
| 12 | RCFC Besançon             | 34 | 12 | 6  | 16 | 43 | 58 | -15 | 30  |
| 13 | US Boulogne               | 34 | 10 | 8  | 16 | 39 | 54 | -15 | 28  |
| 14 | Olympique Dunkerque (P)   | 34 | 11 | 6  | 17 | 38 | 65 | -27 | 28  |
| 15 | AS Cannes (R)             | 34 | 8  | 11 | 15 | 38 | 56 | -18 | 27  |
| 16 | Red Star Olympique CA (R) | 34 | 9  | 8  | 17 | 32 | 49 | -17 | 26  |
| 17 | SO Montpelliérain         | 34 | 8  | 8  | 18 | 32 | 46 | -14 | 24  |
| 18 | Chaumont (P)              | 34 | 8  | 5  | 21 | 39 | 55 | -16 | 21  |

- (R) club retrocesso della Division 1.
- (P) club neo-promosso dalla divisione inferiore.

### Spareggio promozione-retrocessione
Le squadre classificatesi al 17º e al 18º posto incontrano la 3ª e la 4ª classificata di Division 2, affrontandosi in un girone all'italiana. Le prime due classificate ottengono la salvezza se iscritte in Division 1 o avanzano di categoria se partecipanti alla seconda divisione. Le ultime due sono retrocesse se militano in Division 1 o non sono promosse se iscritte in seconda serie.
|  | Pos. | Squadra    | Pt | G | V | N | P | GF | GS | DR |
|  | ---- | ---------- | -- | - | - | - | - | -- | -- | -- |
|  | 1.   | Pays d'Aix | 5  | 4 | 1 | 3 | 0 | 7  | 5  | +2 |
|  | 2.   | Tolosa     | 5  | 4 | 2 | 1 | 1 | 3  | 3  | 0  |
|  | 3.   | Nîmes      | 4  | 4 | 1 | 2 | 1 | 7  | 6  | +1 |
|  | 4.   | Bastia     | 2  | 4 | 1 | 0 | 3 | 2  | 5  | -3 |

Legenda:
      Promosso in Division 1 1967-1968.
      Retrocesso in Division 2 1967-1968.

## Verdetti finali
- Ajaccio,  Metz e  Pays d'Aix promosse in Division 1 1967-1968.
- Red Star ammessa in Division 1 1967-1968.
- Cherbourg non ammessa al campionato successivo.